# Mỹ Quý, Tây Ninh
Mỹ Quý là một xã thuộc tỉnh Tây Ninh, Việt Nam.

## Địa lý
Xã Mỹ Quý có vị trí địa lý:
- Phía đông giáp xã An Ninh.
- Phía tây giáp Vương quốc Campuchia.
- Phía nam giáp xã Đông Thành.
- Phía bắc giáp xã Phước Chỉ.

Xã Mỹ Quý có diện tích tự nhiên là 132,98 km², quy mô dân số năm 2025 là 28.537 người.

## Lịch sử

### Năm 1975
- Sau ngày 30 tháng 4 năm 1975, các xã Mỹ Quý Đông, Mỹ Quý Tây và Mỹ Thạnh Bắc thuộc huyện Đức Huệ, tỉnh Long An.

### Năm 2025
- Ngày 12 tháng 6 năm 2025, Quốc hội khóa XV ban hành Nghị quyết số 202/2025/QH15 về việc sắp xếp đơn vị hành chính cấp tỉnh[4]. Theo đó, sắp xếp toàn bộ diện tích tự nhiên, quy mô dân số của tỉnh Long An và tỉnh Tây Ninh thành tỉnh mới có tên gọi là tỉnh Tây Ninh.

- Ngày 16 tháng 6 năm 2025, Ủy ban Thường vụ Quốc hội khóa XV ban hành Nghị quyết số 1682/NQ-UBTVQH15 về việc sắp xếp các đơn vị hành chính cấp xã của tỉnh Tây Ninh năm 2025[5]. Theo đó, sắp xếp toàn bộ diện tích tự nhiên, quy mô dân số của các xã Mỹ Thạnh Bắc, Mỹ Quý Đông và Mỹ Quý Tây [huyện Đức Huệ] thành xã mới có tên gọi là xã Mỹ Quý.

## Cửa khẩu
Xã có cửa khẩu Mỹ Quý Tây.